# Vojenský vlečkový úřad Praha
Vojenský vlečkový úřad Praha (VVÚř Praha, IČ 63835827 zaregistrováno k 1. 1. 1996) byl zřízen 21. prosince 1995 Ministerstvem obrany ČR jako samostatná rozpočtová organizace. Dnem 1. ledna 2001 se stal organizační složkou státu a považuje se za účetní jednotku. Za ministerstvo obrany jako zřizovatele je od 1. června 2009 pověřen jednat ředitel sekce správy majetku. Úřad obhospodařuje vojenské železniční vlečky a k nim příslušející vozový park a další majetek, zajišťuje provozování těchto vleček a provozování drážní dopravy na nich. Ministerstvo dopravy na svém webu zveřejnilo pouze jednu výroční zprávu tohoto úřadu, a to za rok 2006. V roce 2012 se úřad stal cílem kritiky skupiny aktivistů a médií, k 31. prosinci 2013 měl být podle sdělení ministra obrany zrušen. 
Od zrušeného Vojenského vlečkového úřadu převzal správu a provoz vojenských vleček Odbor provozu vojenských vleček Armádní Servisní, příspěvkové organizace.

## Vlečky
Celkem 20 vleček (zřejmě dle výroční zprávy za rok 2006):
- 1 Podbořany
- 3 Libavá
- 5 Bechyně Dolina
- 6 Pardubice
- 8 Náměšť nad Oslavou
- 10 Čáslav
- 16 Chrudim
- 18 Štěpánov
- 20 Olomouc Nový Svět
- 21 Loukov
- 23 Ústí nad orlicí
- 24 Olomouc Bystrovany
- 25 Račice nad Trotinou
- 26 Chotěboř-Bílek
- 27 Dobronín
- 28 Týniště nad Orlicí
- 29 Čermná nad Orlicí
- 30 Bohuslavice nad Vláří,
- 31 Nový Jičín Bludovice
- 33 Hradec Králové

V roce 2012 bylo uváděno již jen 17 vleček ve správě úřadu, a to o délce 60 km, přičemž podle ředitel jsou tyto vlečky využívány nejméně jednou za dva týdny.
Vláda usnesením č. 1143 ze 7. září 2005 bezúplatně převedla část majetku, se kterým hospodařil Vojenský vlečkový úřad, do vlastnictví územních samosprávných celků. 

## Vozový park
Vozový park ve správě úřadu (zřejmě dle výroční zprávy za rok 2006):
- 10 hnacích drážních vozidel (9 lokomotiv dle zprávy z roku 2012[3])
- 48 železničních cisternových vozů (stejný počet je uváděn i v roce 2012[3])
- 23 zakrytých vozů (25 dle zprávy z roku 2012[3])

## Zrušení
Úřad byl zřízen zřizovací listinou čj. 243/17-106 OŘL GŠ ze dne 21. prosince 1995 v době, kdy Miroslav Kalousek byl náměstkem ministra obrany a do jeho působnosti spadalo finanční řízení resortu, armádní restrukturalizace i řízení armádních zakázek. 
Začátkem roku 2012 ministr financí Miroslav Kalousek na výzvu premiéra Petra Nečase uvedl seznam třiceti organizací, které jsou kandidáty na zrušení nebo zredukování. Seznam prý vznikl interní diskusí a diskusí mezi ministerstvy, média jej dávala do souvislosti s aktivitami skupiny studentů na webu ZrušmeZákon.cz, která vyhlašovala anketu o největší absurdity ve státní správě. iDNES.cz i Lidovky.cz v titulcích zpráv ze všech navržených institucí zdůraznily právě Vojenský vlečkový úřad. Podle novinové zprávy z té doby má úřad roční rozpočet 24 milionů Kč, 9 zaměstnanců a má ve správě 60 kilometrů vleček, desítky vagonů a pár lokomotiv. Poté, co předseda sněmovního výboru pro obranu Jan Vidím sdělil, že o existenci tohoto úřadu v životě neslyšel a označil ji za silvestrovský vtip a aspiranta na titul absurdita roku, mu ministerstvo obrany na dotaz sdělilo, že úřad plní nezastupitelnou úlohu a o jeho zrušení se neuvažuje. Sociálně-demokratický poslanec Jan Hamáček navrhoval začlenění do SŽDC se zohledněním bezpečnostních aspektů. Ředitel úřadu Miroslav Palacka připomněl, že existence úřadu je zakotvena v „zákoně o železnici“ (citace dle ČT24) a jeho zrušení předpokládá změnu zákona.
Vláda údajně zrušení Vojenského vlečkového úřadu schválila v rámci usnesení č. 37 z 16. ledna 2013. Poslankyni spolupracující s aktivisty bojujícími za jeho zrušení poté odpověděl ministr obrany Vlastimil Picek, že zrušení se předpokládá ke dni 31. prosince 2013 s tím, že tuto činnost bude vykonávat jedna ze státních příspěvkových organizací v působnosti Ministerstva obrany. Přenesením pravomocí se podle něj ušetří 1 až 2 miliony Kč (ročně).